# Mogiła zbiorowa z powstania 1863 r. w Batorzu
Mogiła zbiorowa z powstania z 1863 r. w Batorzu – zabytkowa mogiła zbiorowa z okresu powstania styczniowego, znajduje się w gminie Batorz, powiat janowski, usytuowana jest poza miejscowością, około kilometra od centrum Batorza, przy leśnej drodze. Zarządcą cmentarza jest Urząd Gminy w Batorzu.
Na cmentarzu pochowano 30 powstańców z oddziału Marcina Borelowskiego-Lelewela poległych pod Batorzem 7 września 1863 roku w walkach z Kozakami. Borelowski został pochowany na cmentarzu w Batorzu. W 1933 r. w miejscu bitwy usypano symboliczny kopiec. Napis na stojącym tam obelisku, z medalionem z podobizną Borelowskiego, brzmi: Przechodniu, powiedz Ojczyźnie, że za ukochanie Jej, tuśmy polegli.. W 70 letnią rocznicę bitwy i śmierci bohaterskiej płk Marcina Borelowskiego-Lelewela wraz z 30 towarzyszami, 7 IX 1863 - 7 IX 1933.
W 1992 roku obok mogiły, przez delegację węgierską, został postawiony drewniany rzeźbiony słup pamiątkowy z napisem w języku węgierskim i polskim:  Pomnik poświęcony pamięci Węgrów uczestników powstania styczniowego.